# Штогрін Андрій Віталійович
Андрій Віталійович Штогрін (нар. 14 грудня 1998, Одеса, Україна) — український футболіст, нападник «Нефтчі» (Баку).

## Життєпис
Народився в Одесі, де й розпочав займатися футболом. З лютого 2015 року — в молодіжній академії «Чорноморця». Перший тренер — С. Т. Семенов. З 2014 по 2017 рік виступав за юнацьку команду одеситів, а з 2016 року виступав також і за «молодіжку» «Чорноморця». Дебютував за першу команду «моряків» 19 травня 2018 року в переможному (1:0) домашньому поєдинку 32-го туру УПЛ проти кропивницької «Зірки». Андрій вийшов на поле на 88-й хвилині, замінивши Олександра Гладкого. Загалом у перші неповні два сезони за одеситів зіграв в еліті українського футболу всього 12 матчів. Після вильоту «Чорноморця» до Першої ліги залишився в команді і через два роки разом із клубом повернувся до УПЛ. Свій дебютний гол за одеситів в найсильнішому дивізіоні країни забив лише в сезоні 2023/24, коли 20 серпня 2023 року у переможній домашній грі вразив ворота Руслана Нещерета із київського «Динамо» (3:2). 

## Статистика
| Сезон                   | Клуб                    | Ліга                    | Чемпіонат | Чемпіонат | Кубок | Кубок | Усього | Усього |
| Сезон                   | Клуб                    | Ліга                    | Ігри      | Голи      | Ігри  | Голи  | Ігри   | Голи   |
| ----------------------- | ----------------------- | ----------------------- | --------- | --------- | ----- | ----- | ------ | ------ |
| 2014/15                 | «Чорноморець» (Одеса)   | Прем'єр-ліга            | 0         | 0         | 0     | 0     | 0      | 0      |
| 2015/16                 | «Чорноморець» (Одеса)   | Прем'єр-ліга            | 0         | 0         | 0     | 0     | 0      | 0      |
| 2016/17                 | «Чорноморець» (Одеса)   | Прем'єр-ліга            | 0         | 0         | 0     | 0     | 0      | 0      |
| 2017/18                 | «Чорноморець» (Одеса)   | Прем'єр-ліга            | 1         | 0         | 0     | 0     | 1      | 0      |
| 2018/19                 | «Чорноморець» (Одеса)   | Прем'єр-ліга            | 11        | 0         | 1     | 0     | 12     | 0      |
| 2019/20                 | «Чорноморець-2» (Одеса) | Друга ліга              | 15        | 1         | 0     | 0     | 15     | 1      |
| 2019/20                 | «Чорноморець» (Одеса)   | Перша ліга              | 17        | 4         | 1     | 0     | 18     | 4      |
| 2020/21                 | «Чорноморець» (Одеса)   | Перша ліга              | 27        | 2         | 1     | 0     | 28     | 2      |
| 2021/22                 | «Чорноморець» (Одеса)   | Прем'єр-ліга            | 4         | 0         | 0     | 0     | 4      | 0      |
| 2022/23                 | «Чорноморець» (Одеса)   | Прем'єр-ліга            | 17        | 0         | 0     | 0     | 17     | 0      |
| 2023/24                 | «Чорноморець» (Одеса)   | Прем'єр-ліга            | 30        | 8         | 4     | 4     | 34     | 12     |
| Усього за «Чорноморець» | Усього за «Чорноморець» | Усього за «Чорноморець» | 122       | 15        | 11    | 8     | 129    | 19     |

## Досягнення

### Індивідуальні
- Найкращі бомбардири кубка України з футболу
  - 1 місце: 2023/24